# 빅카인즈
빅카인즈(BIG KINDS, BIG Korean Integrated News Database System)는 한국언론재단이 운영하는 공익적 성격의 기사 검색 사이트다.
현재 전국종합일간지와 경제지 및 영자지는 물론 지역신문의 기사 원문을 함께 검색할 수 있다. 또한 인터넷이 활발하게 보급되기 전인 1990년대 이전 신문은 물론이고 더 오래된 독립신문과 대한매일신보 등의 옛날 신문의 기사도 검색이 가능하다.
카인즈는 일반인의 일상적인 기사검색은 물론, 특히 언론을 연구하거나 사회, 문화 분야를 학문적으로 연구하려는 목적으로 활용할 수 있도로 주제별 검색, 면종별 검색, 복합검색 기능 등을 제공하고 있다.